# Archiphysalis
Genre
Archiphysalis est un genre de plantes de la famille des Solanaceae.
Selon Angiosperm Phylogeny Website (16 avril 2012), ce genre serait valide, mais selon Tropicos (16 avril 2012), ce genre serait remplacé par le genre Physaliastrum Makino, 1914.